# Hans Günther Adler
Pour les articles homonymes, voir Adler.
Hans Günther Adler (2 juillet 1910 - 21 août 1988) est un écrivain et érudit pragois d’expression allemande, survivant de la Shoah, devenu citoyen britannique en 1956.

## Biographie

### Jusqu'en 1945
Hans Günther Adler est né à Prague en 1910 dans une famille juive assimilée de culture allemande. Il étudie la musique et la littérature avant de devenir professeur. 
Après l’instauration du protectorat de Bohême-Moravie et les lois de Nuremberg, il est envoyé en 1941 avec sa famille dans le camp de travail juif de Leitmeritz, puis à Theresienstadt en 1942. Sa femme Gertrud, médecin, travaille au camp. En octobre, ils sont déportés à Auschwitz. Sa femme et sa belle-mère sont gazées à leur arrivée (Gertrud changera de file au dernier moment pour ne pas laisser sa mère seule). Adler perd seize membres de sa famille dans les camps. Il est libéré à Langenstein-Zwieberge en avril 1945. 

### Après la Shoah
À son retour à Prague, il travaille sur les archives de Theresienstadt. En 1947, il quitte sa ville natale pour Londres, qui lui offre l’asile, afin d’échapper à l’avènement du régime communiste. 
Il se remarie. 
Il écrit Un voyage en 1950, mais le livre n'est publié en Allemagne qu’en 1962. 
Il consacre son temps à l'enseignement et à l'écriture sur la Shoah. Il est l'auteur de 26 ouvrages de poésie, de philosophie, d'histoire (notamment des études sur Theresienstadt) et six  œuvres de fiction.  
Il est mort à Londres en 1988.

## Theresienstadt 1941-1945
Son œuvre monumentale Theresienstadt 1941-1945, Antlitz einer Zwangsgemeinschaft (Theresienstadt 1941-1945, Visage d'une communauté de contrainte)  a contribué à jeter les bases d'une représentation documentée et analytique des camps de concentration. Adler a commencé à rassembler les documents sur l'histoire et la sociologie du camp, ainsi que sur la psychologie des détenus, pendant son propre internement à Theresienstadt entre 1942 et 1944. Lors de sa déportation à Auschwitz, il a laissé les documents auprès de Leo Baeck, qui a pu les sauver. Après 1945, Adler a continué à réunir des documents sur Theresienstadt, d'abord à Prague, ensuite à Londres, ville de son exil à partir de 1947. Le livre a été achevé dès 1947, mais n'a pu être publié qu'en 1955, grâce notamment à une subvention importante obtenue par Th. W. Adorno. La parution du volume a eu un écho retentissant en Allemagne et a marqué une étape importante dans la perception des camps de concentration. Adler a utilisé la méthode de l' "observation participante" de l'ethnologue Bronislaw Malinowski (1884-1942), qui implique le récit d'une expérience personnelle au sein d'un groupe humain, analysé à la fois avec des outils de l'historien, du sociologue et du psychologue. Adler a saisi très tôt l'importance et la fonction sociale du langage nazi, indispensable pour la compréhension de l'organisation du camp et de l'idéologie nazie.Il a par ailleurs déconstruit les mensonges des autorités nazies sur Theresienstadt, prétendu "camp modèle", où la mortalité était très élevée du fait des mauvais traitements et qui fonctionnait principalement comme camp de transit vers Auschwitz. Le succès de l'ouvrage a conduit à une réédition élargie en 1960, puis à une nouvelle édition en 2005, sous la direction du fils de l'auteur, l'universitaire Jeremy Adler. Sa postface traite la genèse, la méthode, la structure et la réception de l'ouvrage. En 2017, la traduction anglaise a été très remarquée et a reçu le deuxième prix du "Jewish National Book Award" aux Etats-Unis. L'écrivain W.G. Sebald a consacré de longues pages au livre d'Adler dans son roman "Austerlitz" de 2001.

## Un voyage
Un voyage est un roman qui met en scène, et en forme, l'expérience concentrationnaire vécue par lui dans les camps nazis. 
Le livre difficile d’accès s'attache au destin tragique d'une famille, les Lustig, arrachés un jour à leur quotidien, leur existence sans histoire, pour être contraints d'entreprendre un voyage, un périple comme une métaphore de la déportation sans que la référence à la Shoah ne soit jamais explicite. Par exemple jamais le lecteur ne comprend que les personnages sont passés par Auschwitz. 
S’inspirant des auteurs avant-gardistes de l’entre-deux-guerres, James Joyce, Virginia Woolf et Franz Kafka entre autres, Adler compose une écriture à la fois poétique et abstraite, mêlant à la fois la douceur et l’ironie la plus grinçante. 
Le livre ne compte qu’un seul chapitre courant sur plus de quatre cent cinquante pages qui peut dérouter le lecteur. Il symbolise les  épreuves vécues sans aucun répit de 1939 à 1945. Adler entend montrer qu’une représentation esthétique et métaphorique  de la Shoah est possible, ce qui dans l’Europe d’après-guerre (le livre a été écrit cinq ans après la fin de la guerre) semble tout à fait novateur (la poésie yiddish reste très confidentielle). 
Paul (double fictif d’Adler), sa sœur Zerline (inspirée de l’épouse de l’auteur, Gertrud), leurs parents et leur tante forment une famille ordinaire à Prague. Le père, un vieux médecin dévoué s’est vu retirer le droit d’exercer en 1939 après l’annexion de la Bohême-Moravie. Leur voyage sera double: l’un réel, vers un camp de travail pour juifs des environs de Prague, puis à Theresienstadt et à Auschwitz; et l’autre mental, le voyage nécessaire à la compréhension. De ce fait, Adler fait alterner les détails concrets et les scènes métaphoriques, expression des pensées folles et obsessionnelles des personnages. « Un chef-d’œuvre, écrit dans une prose particulièrement belle et pure, au-delà de la colère et de l'amertume », dit Elias Canetti, ami d'Adler. Une « fiction radicale sur la Shoah » pour les critiques littéraires français.

## Œuvres
- Un voyage, Christian Bourgois, 2001